# Historická budova Slovenského národního divadla
Historická budova Slovenského národního divadla je novorenesanční budova na Hviezdoslavově náměstí v Bratislavě, v níž do otevření nové budovy sídlilo Slovenské národní divadlo. Budova je národní kulturní památkou Slovenské republiky.
Bratislavské Slovenské národní divadlo je jedním z neuvěřitelného počtu 45 divadel, jež po celé Evropě postavili vídeňští architekti Ferdinand Fellner a Hermann Helmer. Jejich podobu namíchali jako středoevropskou barokně-renesanční směs s francouzskou příchutí. Navzdory opulentní komplikovanosti (má monumentální zdvojené schodiště v jednom prostoru s posunutím o půl podlaží) ho dokázal Ignác Feigler ml. postavit v mimořádně krátkém čase - od srpna 1884 do září 1886.

## Vznik Slovenského národního divadla

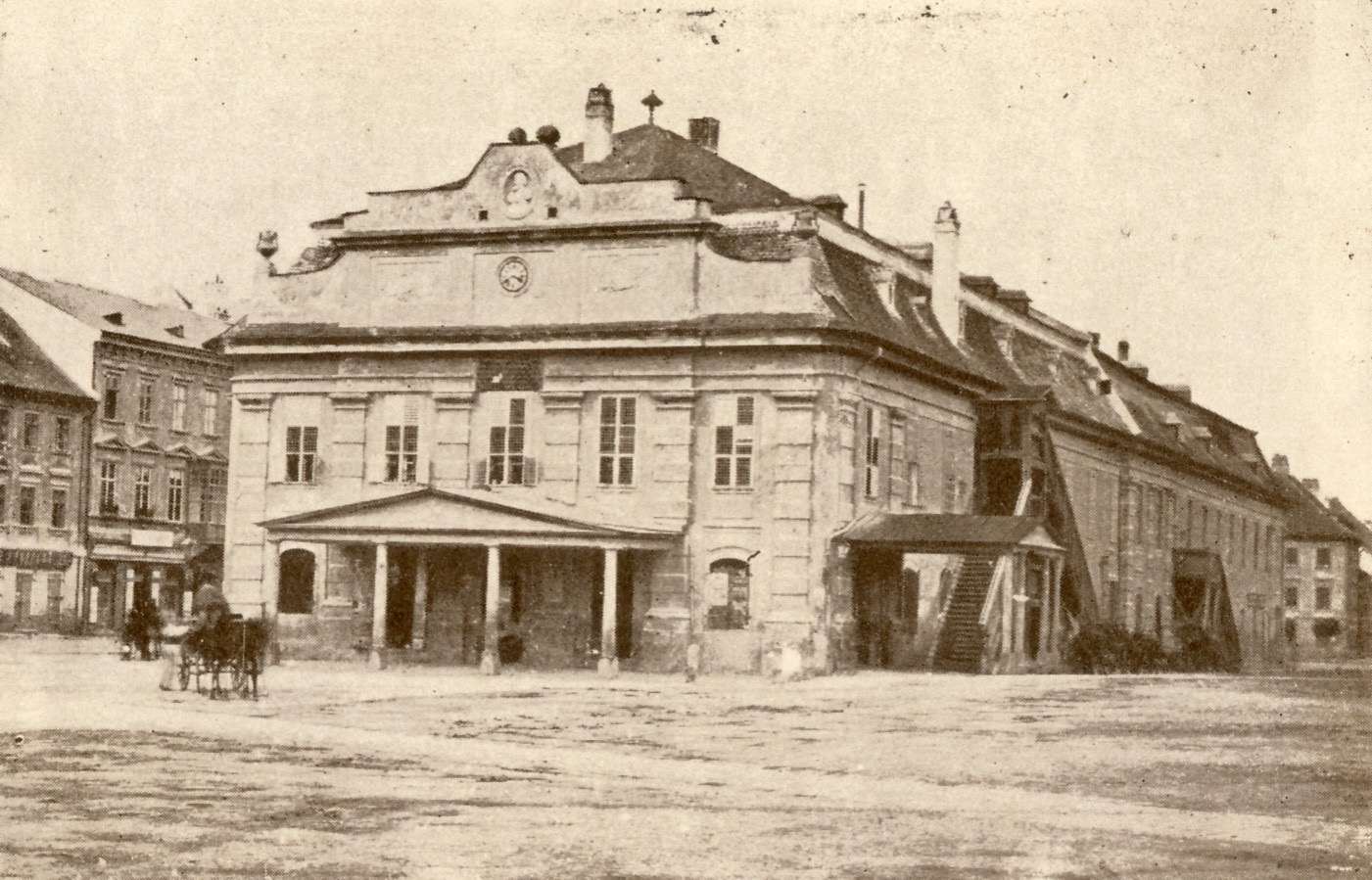
Budova původního Městského divadla kolem roku 1880. Roku 1884 byla stržena a nahrazena současným divadlem.

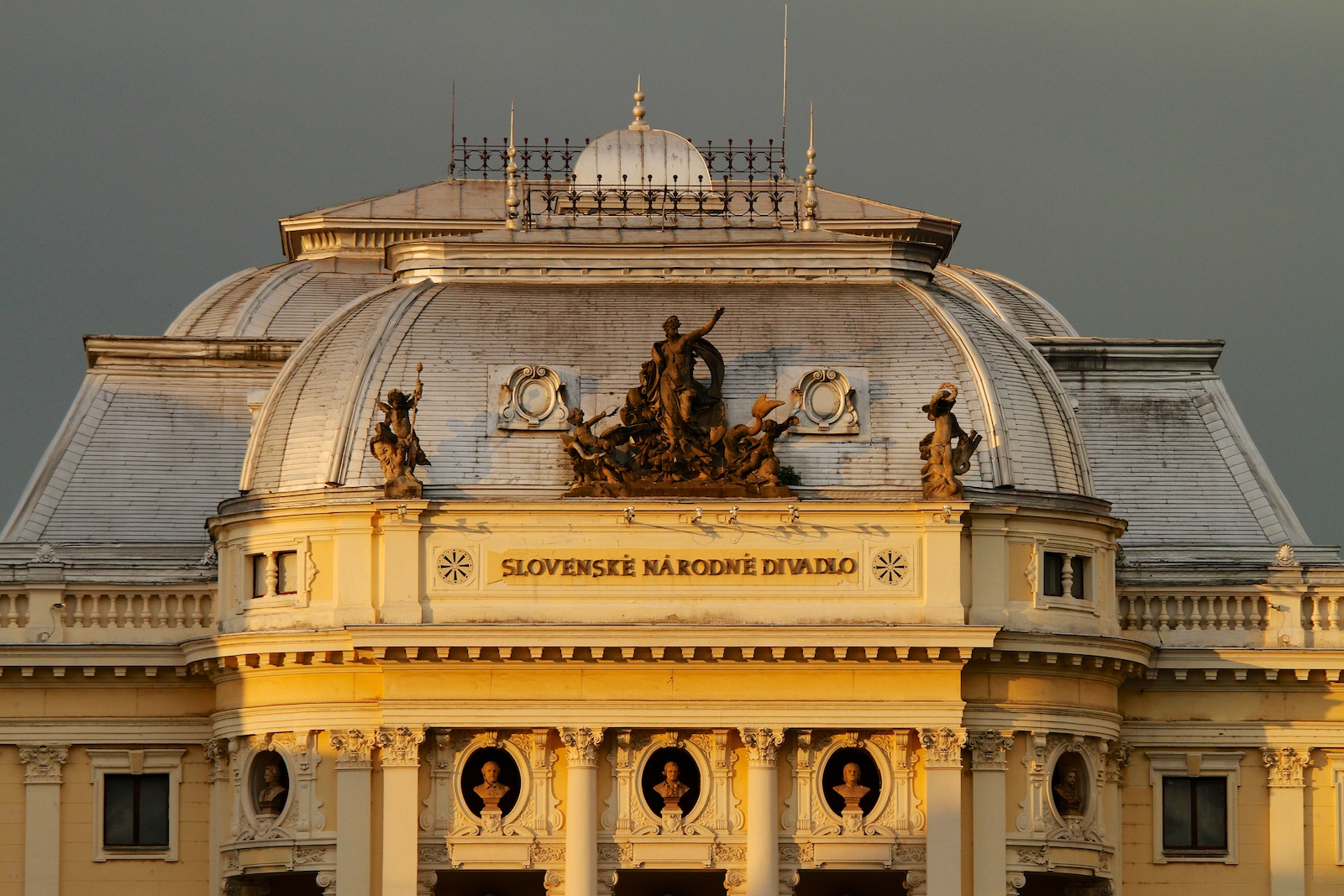
Detail průčelí divadla s alegorickými sochami

Na místě, kde dnes stojí historická budova Slovenského národního divadla, stálo již od roku 1776 městské divadlo podle projektů Matěje Walcha, které dal postavit hrabě Juraj Csáky. Dnešní budova byla postavena podle návrhů vídeňské architektonické kanceláře Fellner & Helmer pánů F. Fellnera a H. Helmera za 670 tisíc korun a otevřeli ji v 22. září 1886. Interiér osvětlovalo 800 plynových lamp.
Zpočátku bratislavské městské divadlo sloužilo pro vystoupení německých a maďarských souborů, od roku 1920 je sídlem Slovenského národního divadla. Na budově se nachází sochy Józsefa Attily a Ference Liszta.
V roce 1934 prošla historická budova Slovenského národního divadla rekonstrukcí, aby mohla i nadále vyhovovat rostoucím nárokům divadelního provozu. Bylo při ní vybudováno nové technické zařízení jeviště. Další rekonstrukce proběhla v roce 1949 a spočívala především v opravě základů poškozených bombardováním, v obnově hlediště, foyeru a salonu v prvním patře. Technické zařízení z 30. let sloužilo ještě dlouho po válce, až do zásadní rekonstrukce divadla, která se uskutečnila v letech 1969–1972.

## Rekonstrukce budovy Slovenského národního divadla

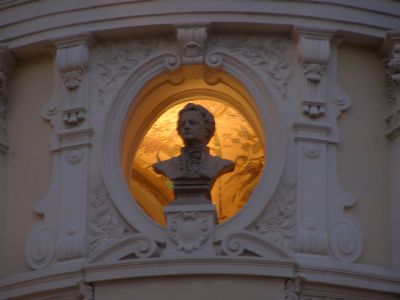
Detail busty

Koncepci této rekonstrukce, jejíž součástí bylo vybudování moderní přístavby v zadní části budovy na Komenského náměstí, vypracoval tehdejší vedoucí technického odboru SND Vladimír Hazucha. Autorem projektu byl Ing. arch. Rajmund Hirth. Generálním projektantem byl Stavoprojekt Bratislava a scénickou technologii vypracovaly podniky Důlní projekty Bratislava a Divadelní služba z Újezdu u Brna. Generálním dodavatelem byl Bratislavský stavební podnik, přičemž na realizaci stavby se podílelo přes 120 dodavatelů.
Budova je památkově chráněna, proto musely fasáda, interiér hlediště, vstupní foyer a salon v prvním patře zůstat v původním slohu. V hledišti však došlo k zásadním změnám a pro větší pohodlí diváků se zmenšil počet míst. Všechny ostatní prostory byly zmodernizovány, zřídila se centrální šatna v suterénu, bufety na druhém patře a kuřárna v přízemí a třetím patře. V moderní přístavbě jsou pracovny pro vedení Slovenského národního divadla.

## Technické údaje o budově
Hlediště historické budovy Slovenského národního divadla má kapacitu 611 diváků. Plocha orchestřiště je 72 m2, s maximální šířkou 15 m. Portálové zrcadlo má šířku 10,5 a výšku 7 m. Jeviště je 18 m široké, 17,5 m hluboké a 21,3 m vysoké. Rozměry hrací plochy jsou 16 x 14 m, u zadního jeviště se sníženým podhledem 8 x 6,5 m. Točna má průměr 13 m.
Interiér byl vyzdoben dnes částečně zničenými alegorickými obrazy od K. Spányiho ve foyeru a malbami od barona L. Lüttgendorf-Leinburga v hledišti. Nad hlavním portálem byla umístěna kamenná skupinu múzy Thálie od vídeňského sochaře T. Friedla a postavičky putti se symboly tragédie a komedie z dílny V. Filgnera. V oválech nad lodžií se původně nacházely kamenné busty hudebních skladatelů. Před budovu byla umístěna umělecky hodnotná Ganymédova fontána.